# Méobecq
Méobecq är en kommun i departementet Indre i regionen Centre-Val de Loire i de centrala delarna av Frankrike. Kommunen ligger i kantonen Buzançais som tillhör arrondissementet Châteauroux. År 2022 hade Méobecq 366 invånare.

## Befolkningsutveckling
Antalet invånare i kommunen Méobecq
Referens:INSEE